# Native Tongues
Native Tongues Posse (lub Native Tongues, z ang. języki ojczyste) to grupa artystów hip-hopowych, tworzących głównie w późnych latach 80. i wczesnych 90. XX wieku. Ich twórczość charakteryzuje pozytywne nastawienie do otaczającej rzeczywistości, afrocentryczne teksty, podane z humorem i podkłady muzyczne powstałe przez samplowanie głównie jazzu. Ruch został zainspirowany wcześniejszą twórczością m.in. Afrika Bambaataa i miał na celu wynieść idee świadomego hip-hopu z podziemia.

## Założyciele
- Jungle Brothers wraz z Kool DJ Red Alert
- De La Soul wraz z Prince Paulem
- A Tribe Called Quest

## Inni główni członkowie
- Queen Latifah
- Monie Love
- Black Sheep

## Artyści, którzy doszli po1998
- Black Star w którego skład wchodzą Mos Def i Talib Kweli
- Common
- Da Bush Babees

## Inni członkowie
- The Beatnuts
- Chi-Ali
- Shortie No Mass
- The Violators
- Lucien Revolucien
- GOCKJK
- Leaders of the New School wraz z Busta Rhymes
- Gray Oakes